# (36070) 1999 RQ53
1999 RQ53 (asteroide 36070) é um asteroide da cintura principal. Possui uma excentricidade de 0.03454370 e uma inclinação de 4.95501º.
Este asteroide foi descoberto no dia 7 de setembro de 1999 por LINEAR em Socorro.